# Julien de Tarse
Saint Julien de Tarse ou d'Antioche, né dans la province de Cilicie et mort entre 305 et 311, est un martyr chrétien fêté par l'Église d'Orient le 21 juin et par l'Église latine le 16 mars.

## Biographie
Les ménologes des Grecs et le martyrologe romain font mention de lui le 16 mars. Ils disent qu'il était d'Anazarbe dans la seconde Cilicie vers l'Arménie. Ces mêmes gens écrivirent qu'il fut persécuté par Dioclétien ou sous le gouverneur Marcien. Il semblerait qu'il y ait eu confusion avec un autre saint Julien, originaire d'Égypte où Marcien exerçait.
Le hiéromartyr Julien est un chrétien de rang sénatorial qui a souffert le martyre à Antioche de Syrie sous le règne de l'empereur Galère, entre 305 et 311. Le champ de la persécution ayant été ouvert de son temps par de multiples édits d'empereurs romains, il tomba entre les mains d'un persécuteur sadique qui ne pouvant vaincre sa foi, le mit à rude épreuve, mélangeant divers supplices, tortures, interrogatoires et isolements en prison. Il fut traîné et exhibé à la vindicte populaire dans toute la Cilicie. Son supplice lui permit de devenir prédicateur malgré ses plaies et son corps meurtri.
Fatigué de sa résistance, son bourreau le convoqua chez lui, et le fit déchirer, dépecer, éviscérer, brûler avant de le tuer... Son corps a été jeté à la mer dans un grand sac de cuir lesté de sable, de couleuvres, de vipères et de scorpions. Il a été repêché, transporté et enterré à Antioche en Syrie.
Ses reliques, conservées par saint Jean Chrysostome (mort en 407), ont provoqué des miracles. Ce personnage évoque saint Julien de Tarse dans sa 47e homélie.
La basilique d'Antioche lui était consacrée ainsi que l'église d'Ossès.
Il fait partie des saints martyrs cités dans une épigraphie gravée sur une colonne romaine réutilisée dans la chapelle des Saints Martyrs de  Medina-Sidonia (province de Cadix, Andalousie) en Espagne, Selon l'inscription, des reliques de plusieurs saints, dont Julien de Tarse, y auraient été déposées.